# Adrian Biddle
Adrian Biddle (Woolwich, 20 luglio 1952 – Londra, 7 dicembre 2005) è stato un direttore della fotografia inglese.
Ha svolto buona parte della sua carriera nel genere fantastico, dal fantascientifico Aliens - Scontro finale (1986) al fumettistico V per Vendetta (2005), passando per i fantasy La storia fantastica (1987) e Willow (1988), il dittico avventuroso La mummia (1999) e La mummia - Il ritorno (2001), il postapocalittico Il regno del fuoco (2002) e il road-movie Thelma & Louise (1991).

## Biografia
Adrian Biddle inizia la propria carriera nel cinema alla fine degli anni sessanta, come assistente di Egil Woxholt, operatore specializzato in riprese subacquee, con il quale lavora in Agente 007 - Al servizio segreto di Sua Maestà (1969) e Il capitano Nemo e la città sommersa (1969). È assistente operatore delle riprese subacquee anche per L'uomo che venne dal Nord (1971) e Ora zero: operazione oro (1971).
Approdato all'inizio degli anni settanta alla compagnia pubblicitaria Ridley Scott Associates, è assistente di ripresa di Ridley Scott per le sue prime due regie cinematografiche, I duellanti (1977), fotografato da Frank Tidy, e Alien (1979), fotografato da Derek Vanlint. Nel 1980 esordisce come direttore della fotografia di video pubblicitari, nel 1986 cura la fotografia del suo primo lungometraggio cinematografico, Aliens - Scontro finale, diretto da James Cameron, e nel 1991 è finalmente direttore della fotografia per un film diretto da Scott, Thelma & Louise, che gli vale la candidatura ai premi Oscar e BAFTA, a cui segue 1492 - La conquista del paradiso.
Nel 1998 vince l'European Film Award per la miglior fotografia con Il garzone del macellaio di Neil Jordan.
Muore prematuramente per una crisi cardiaca, pochi mesi dopo le riprese di V per Vendetta, film che viene dedicato alla sua memoria.

## Riconoscimenti
- European Film Awards 1998 : miglior fotografia - Il garzone del macellaio

- Premi Oscar 1992: candidato per la migliore fotografia - Thelma & Louise

- Premi BAFTA 1992: candidato per la miglior fotografia - Thelma & Louise

- British Society of Cinematographers
  - candidato:
    - 1991: miglior fotografia - Thelma & Louise
    - 1992: miglior fotografia - 1492 - La conquista del paradiso

## Filmografia
- Aliens - Scontro finale (Aliens), regia di James Cameron (1986)
- La storia fantastica (The Princess Bride), regia di Rob Reiner (1987)
- Willow, regia di Ron Howard (1988)
- L'irlandese (The Dawning), regia di Robert Knights (1989)
- Due metri di allergia (The Tall Guy), regia di Mel Smith (1989)
- Thelma & Louise, regia di Ridley Scott (1991)
- 1492 - La conquista del paradiso (1492: Conquest of Paradise), regia di Ridley Scott (1992)
- Scappo dalla città 2 (City Slickers II: The Legend of Curly's Gold), regia di Paul Weiland (1994)
- Dredd - La legge sono io (Judge Dredd), regia di Danny Cannon (1995)
- La carica dei 101 - Questa volta la magia è vera (One Hundred and One Dalmatians), regia di Stephen Herek (1996)
- The Butcher Boy, regia di Neil Jordan (1997)
- Punto di non ritorno (Event Horizon), regia di Paul W.S. Anderson (1997)
- Creature selvagge (Fierce Creatures), regia di Fred Schepisi e Robert Young (1997)
- Il genio (Holy Man), regia di Stephen Herek (1998)
- Il mondo non basta (The World Is Not Enough), regia di Michael Apted (1999)
- La mummia (The Mummy), regia di Stephen Sommers (1999)
- Il mistero dell'acqua (The Weight of Water), regia di Kathryn Bigelow (2000)
- Gangster nº 1 (Gangster No. 1), regia di Paul McGuigan (2000) (fotografia aggiuntiva)
- La carica dei 102 - Un nuovo colpo di coda (102 Dalmatians), regia di Kevin Lima (2000)
- La mummia - Il ritorno (The Mummy Returns), regia di Stephen Sommers (2001)
- Il regno del fuoco (Reign of Fire), regia di Rob Bowman (2002)
- 2 cavalieri a Londra (Shanghai Knights), regia di David Dobkin (2003)
- Che pasticcio, Bridget Jones! (Bridget Jones: The Edge of Reason), regia di Beeban Kidron (2004)
- Laws of Attraction - Matrimonio in appello (Laws of Attraction), regia di Peter Howitt (2004)
- An American Haunting, regia di Courtney Solomon (2005)
- V per Vendetta (V for Vendetta), regia di James McTeigue (2005)
- Basic Instinct 2, regia di Michael Caton-Jones (2006) (fotografia aggiuntiva)